# 조영미
조영미(1971년 9월 13일 ~ )는 대한민국의 성우이다. 1995년 대교방송 1기 공채 성우로 데뷔하였다.

## 주요 활동작

### 애니메이션
※ 전체 출연작은 홈페이지를 참조
- 푸콘 가족(대원방송)-에밀리
- 요절복통 수호천사(대원방송)-엄마, 왁셀, 베로니카
- 12국기(애니원)-산시, 쇼케이, 코우린
- 쫑아는 사춘기(대교방송)-쫑아엄마
- 이상한 나라의 앨리스(대교방송)-엄마
- 모두 착한 아이에요(투니버스)-라무
- 우주해적 미토의 대모험(대교방송)-구보희
- 흑장미 부인의 문방구(MBC)
- 로봇 축구(EBS)-스톤킥
- 프린세스 츄츄(대원방송)-램프의 요정, 프레이어, 허미아
- 쿠션키즈(대원방송)-도도
- Z.O.E(대원방송)-레이첼
- 마법의 술(대원방송)-여자, 암사자
- 헌터X헌터(대원방송)-새끼 여우 곰, 미트, 새끼 콘타, 어린 미트
- 건담 0083 스타더스트 메모리(대원방송)-시몬
  - 건담 0083 지온의 잔광(대원방송)-시몬
- 슬레이어즈 프리미엄(대원방송)-루마
- 히맨과 쉬라의 비밀의 검(대원방송)-마법사
- 우당탕탕 엽기가족(대교방송)-노타
- 쥬얼펫 선샤인(대교방송)-정아정, 산호, 지우, 오팔, 토르
- 꼬마용 타발루가(대교방송)-해피
- 초속변형 자이로제타(대교방송, 투니버스) - 유미리 / 허새봄

### 영화
- 데스티네이션(SBS)
- 세상에서 가장 슬픈 유혹(SBS)
- 위대한 사랑(SBS)

### 방송
- 송이야 놀자(대교방송) - 송송이
- 아추랑 콩콩(대교방송) - 아추
- 타발루가(대교방송) - 해피
- 꾸러기 안전일기(한국교육방송공사) - 초롱이
- 쫑아는 사춘기(대교방송) - 쫑아 엄마
- 통통통 점프점프(대교방송) - 대교

### 기타
- 꾸꾸와 야야의 생활습관놀이 - 야야

### 인터넷
- 천애(옛날방송국)

### 외화
- 말괄량이 삐삐(대교방송)

### 드라마(직접 출연)
- 신성한, 이혼(JTBC) - 가사 도우미
- 우리들의 블루스(tvN) - 선생님
- 유미의 세포들(tvN) - 떡볶이 아줌마
- 이상한 변호사 우영우(ENA) - 가정부
- 최고의 연인(MBC) - 에스테틱 원장 역

### 영화(직접 출연)
- 단편영화 '아이 엠'
- 단편영화 '묵시적 공범'
- 단편영화 '장롱면허'(박근범연출) - 미선 역

### 웹드라마(직접 출연)
- 사랑합니다. 고객님 - 징계위원회 여성위원 역

### 내레이션
- 빅샷 스타일 게임
- 통일로 미래로 (KTV)
- 지금 북한에선 (KTV)
- 아름다운 사람 (C3TV)
- 뽀뽀뽀 (MBC)
- 달려라 씽씽열차 (KBS)

### 안내방송
- 서울특별시도시철도공사 공식 홍보 영상 나레이션
- 경춘선 ITX-청춘, 무궁화호(일부 주요 역)[1]차내 안내방송
- 한국철도공사 새마을호, 무궁화호, 누리로[2]
- 경기도 시내버스 안내방송
- 강원도 시내버스 안내방송[3]